# Балтимор
Ба́лтимор (англ. Baltimore ˈbɔltəmɔr; від ірл. Baile an Tí Mhóir — місто великих будинків) — місто в США, промисловий порт і найбільше місто в штаті Меріленд, на західному березі Чесапікської затоки північно-східніше Вашингтона. Населення — 585 708 осіб (2020).
В адміністративному поділі штату Меріленд місто Балтимор прирівнюється до округу (графства).

## Історія
У XVII столітті на Східному узбережжі США виникло декілька поселень з назвою Балтимор. Нинішній Балтимор з'явився в 1729 р. і був названий на честь лорда Балтимора, першого правителя провінції Меріленд.
У 1812 р. у битві за Балтимор американські війська відкинули британські війська від порту Балтимор.
У Балтиморі жив і в 1849 помер американський письменник Едгар Аллан По.
У Балтиморі (згідно зі сценарієм фільму «Мовчання ягнят») у психіатричній клініці знаходився Ганнібал Лектор.
Історичним районом розселення українців у Балтиморі є Ukrainian Little Village у місцевості Patterson Park.

## Географія
Місто знаходиться на півночі центральної частини Меріленда, на річці Патапско, близько до місця, де вона впадає в Чесапікську затоку. Місто також розташовано на кордоні між плато Підмонт і Атлантичною рівниною, що розділяє Балтимор на «нижнє місто» і «верхнє місто». Висота над рівнем моря для міста різна в різних місцях, від рівня моря біля затоки до 150 метрів в північно-західній частині міста, близько Пімліко.
Балтимор розташований за координатами 39°18′1″ пн. ш. 76°36′38″ зх. д. / 39.30028° пн. ш. 76.61056° зх. д. (39.300213, -76.610516). За даними Бюро перепису населення США в 2010 році місто мало площу 238,41 км², з яких 209,64 км² — суходіл та 28,77 км² — водойми.

### Клімат
Клімат в Балтиморі вологий субтропічний. Середня температура влітку — 26 °C, середня зимова температура — 3 °C. Взимку теплі масиви повітря можуть принести з собою значні потепління, також як і арктичний фронт може принести похолодання до −10 °C і нижче. Сніг випадає періодично, кілька разів за зиму трапляється крижаний дощ і заледеніння. У теплі періоди року в Балтиморі часто проходять проливні дощі з грозами.
| Клімат Батимора          | Клімат Батимора | Клімат Батимора | Клімат Батимора | Клімат Батимора | Клімат Батимора | Клімат Батимора | Клімат Батимора | Клімат Батимора | Клімат Батимора | Клімат Батимора | Клімат Батимора | Клімат Батимора | Клімат Батимора |
| Показник                 | Січ.            | Лют.            | Бер.            | Квіт.           | Трав.           | Черв.           | Лип.            | Серп.           | Вер.            | Жовт.           | Лист.           | Груд.           | Рік             |
| Абсолютний максимум, °C  | 26,1            | 28,3            | 32,2            | 34,4            | 36,7            | 40,6            | 41,7            | 40,6            | 38,3            | 36,1            | 30,0            | 25,0            | 41,7            |
| Середній максимум, °C    | 5,2             | 7,2             | 12,0            | 18,1            | 23,3            | 28,3            | 30,7            | 29,5            | 25,5            | 19,3            | 13,6            | 7,4             | 18,3            |
| Середня температура, °C  | 0,5             | 2,1             | 6,4             | 12,1            | 17,2            | 22,4            | 25,0            | 23,9            | 19,9            | 13,4            | 8,1             | 2,6             | 12,8            |
| Середній мінімум, °C     | −4,2            | −3              | 0,8             | 5,9             | 11,1            | 16,6            | 19,3            | 18,4            | 14,2            | 7,4             | 2,5             | −2,2            | 7,2             |
| Абсолютний мінімум, °C   | −21,7           | −21,7           | −15             | −9,4            | 0,0             | 4,4             | 10,0            | 7,2             | 1,7             | −3,9            | −11,1           | −19,4           | −21,7           |
| Норма опадів, мм         | 78              | 74              | 99              | 81              | 101             | 88              | 103             | 84              | 102             | 85              | 84              | 86              | 1065            |
| ------------------------ | --------------- | --------------- | --------------- | --------------- | --------------- | --------------- | --------------- | --------------- | --------------- | --------------- | --------------- | --------------- | --------------- |
| Джерело: Погода й клімат |                 |                 |                 |                 |                 |                 |                 |                 |                 |                 |                 |                 |                 |

## Демографія
Згідно з переписом 2010 року, у місті мешкала 620 961 особа в 249 903 домогосподарствах у складі 134 038 родин. Густота населення становила 2605 осіб/км². Було 296685 помешкань (1244/км²).
Расовий склад населення:
| - 63,7 % — чорних або афроамериканців - 29,6 % — білих - 2,3 % — азіатів - 0,4 % — корінних американців - 1,8 % — осіб інших рас |

До двох чи більше рас належало 2,1 %. Іспаномовні складали 4,2 % від усіх жителів.
За віковим діапазоном населення розподілялося таким чином: 21,5 % — особи молодші 18 років, 66,8 % — особи у віці 18—64 років, 11,7 % — особи у віці 65 років та старші. Медіана віку мешканця становила 34,4 року. На 100 осіб жіночої статі у місті припадало 88,9 чоловіків; на 100 жінок у віці від 18 років та старших — 85,6 чоловіків також старших 18 років.
Середній дохід на одне домашнє господарство становив 61 731 долар США (медіана — 42 241), а середній дохід на одну сім'ю — 73 173 долари (медіана — 51 032). Медіана доходів становила 46 862 долари для чоловіків та 41 370 доларів для жінок. За межею бідності перебувало 23,7 % осіб, у тому числі 34,2 % дітей у віці до 18 років та 16,8 % осіб у віці 65 років та старших.
Цивільне працевлаштоване населення становило 270 930 осіб. Основні галузі зайнятості: освіта, охорона здоров'я та соціальна допомога — 31,3 %, науковці, спеціалісти, менеджери — 12,2 %, роздрібна торгівля — 9,6 %, мистецтво, розваги та відпочинок — 8,9 %.

## Музеї Балтимора
- Художній музей Волтерс

## Транспорт
З 1983 року в місті функціонує метрополітен (одна лінія) з 1992 року — швидкісний трамвай (три лінії). Разом з міськими експресами, приміськими автобусами і приміськими поїздами MARC, вони складають систему транспорту компанії (MTA).
Балтимор — важливий залізничний вузол національної мережі Amtrak з одним з найбільш завантажених вокзалів Пенн і центром Мерілендської залізниці. У місті діє один з найстаріших в країні морський портів — Хелен Деліч Бентлі (1706 заснований до самого міста). Місто обслуговує один з найважливіших на атлантичному узбережжі міжнародний аеропорт Вашингтон-Балтиморської конурбации імені Таргуда Маршалла і місцевий аеропорт штату Мартін.

## Спорт
У місті розташовано Акваклуб Північного Балтимора, у якому тренувалися або тренуються п'ять призерів Олімпійських ігор та чемпіонатів світу з плавання: Майкл Фелпс, Кеті Хофф, Бетт Ботсфорд, Еніт Нолл, Тереза Ендрус. Також в місті існує команда з американського футболу «Baltimore Ravens» і бейсболу Балтиморські вивільги.

## Міста-побратими
- Gbarnga, Ліберія (1973)
- Одеса, Україна (1974)
- Кавасакі, Японія (1978)
- Пірей, Греція (1982)
- Луксор, Єгипет (1982)
- Роттердам, Нідерланди (1985)
- Сямень, КНР (1985)
- Генуя, Італія (1985)
- Александрія, Єгипет (1995)
- Ашкелон, Ізраїль (2005)
- Бремерхафен, Німеччина (2007)

## Відомі балтиморці
- Крісті Шейк[ru]
- Івен Тоубенфелд[en]
- Ленс Реддік
- Франклін Дуллін Бріско[ru]
- All Time Low — американська поп-панк-група
- Анна Фаріс
- Ненсі Сент-Олбан[en]
- Тургуд Маршалл
- Жан Гавез (1869—1925) — американський автор пісень і німих комедійних фільмів
- Бейб Рут (1895—1948) — американський бейсболіст, пітчер та аутфілдер
- Една Мей Купер (1900—1986) — американська акторка епохи німого кіно
- Джон Брайт (1908—1989) — американський журналіст, сценарист і політичний діяч
- Леон Юріс (1924—2003) — американський письменник єврейського походження
- Джон Естін (*1930) — американський актор кіно, театру і телебачення
- Філіп Ґласс (*1937) — американський композитор
- Джон Вотерс (*1946) — американський кінорежисер, сценарист, актор, письменник, журналіст, художник і колекціонер
- Джордж Фішер (*1969) — вокаліст американської дез-метал-групи Cannibal Corpse.
- Майкл Фелпс (*1985) — американський плавець

## Суміжні округи
- Арбітас
- Балтимор-Гайлендс
- Бруклін-Парк
- Кейтонсвілл
- Дандок
- Глен-Берні
- Hanover, Maryland[en]
- Лансдаун
- Лохерн
- Міддл-Рівер
- Оверлі
- Парксвілл
- Пасадена
- Пайксвілл
- Арбітас

## Роуздейл
- Таусон
- Вудлон

## Цікаві факти
У місті Одеса є вулиця Балтиморська. Названа на честь міста-побратима Одеси з 1975 року.
У ніч 26 березня в Балтиморі 300-метрове вантажне судно врізалось у майже 3 кілометровий міст. Про це в 1:27 було повідомлено берегову охорону. За оцінками коли судно врізалось на мосту були машини з людьми. 